# Ouinhi
Ouinhi is een van de 77 gemeenten (communes) in Benin. De gemeente ligt in het departement Zou en telt 59.381 inwoners (2013). De gemeente is onderverdeeld in vier arrondissementen die op hun beurt bestaan uit veertig dorpen of wijken:
- Ouinhi
- Dasso
- Sagon
- Tohouè

## Geografie
Ouinhi ligt in het zuidoosten van Zou, in de streek Angolin. De Ouémé stroomt over een afstand van ongeveer 45 km door de gemeente en de gemeente ligt in de riviervlakte.

## Bevolking
In 2002 telde de gemeente 38.319 inwoners. In 2013 waren dit 59.381 inwoners.
De belangrijkste bevolkingsgroepen zijn de Mahi en de Fon. Daarnaast zijn er ook groepen Holli, Nago en Yoruba.
Opm: Bevolkingscijfers in duizendtallen
Bron: Ouinhi Commune in Benin; 1979-2013: volkstellingen
Bron: Institut National de la Statistique Benin; 2013: volkstelling

## Economie

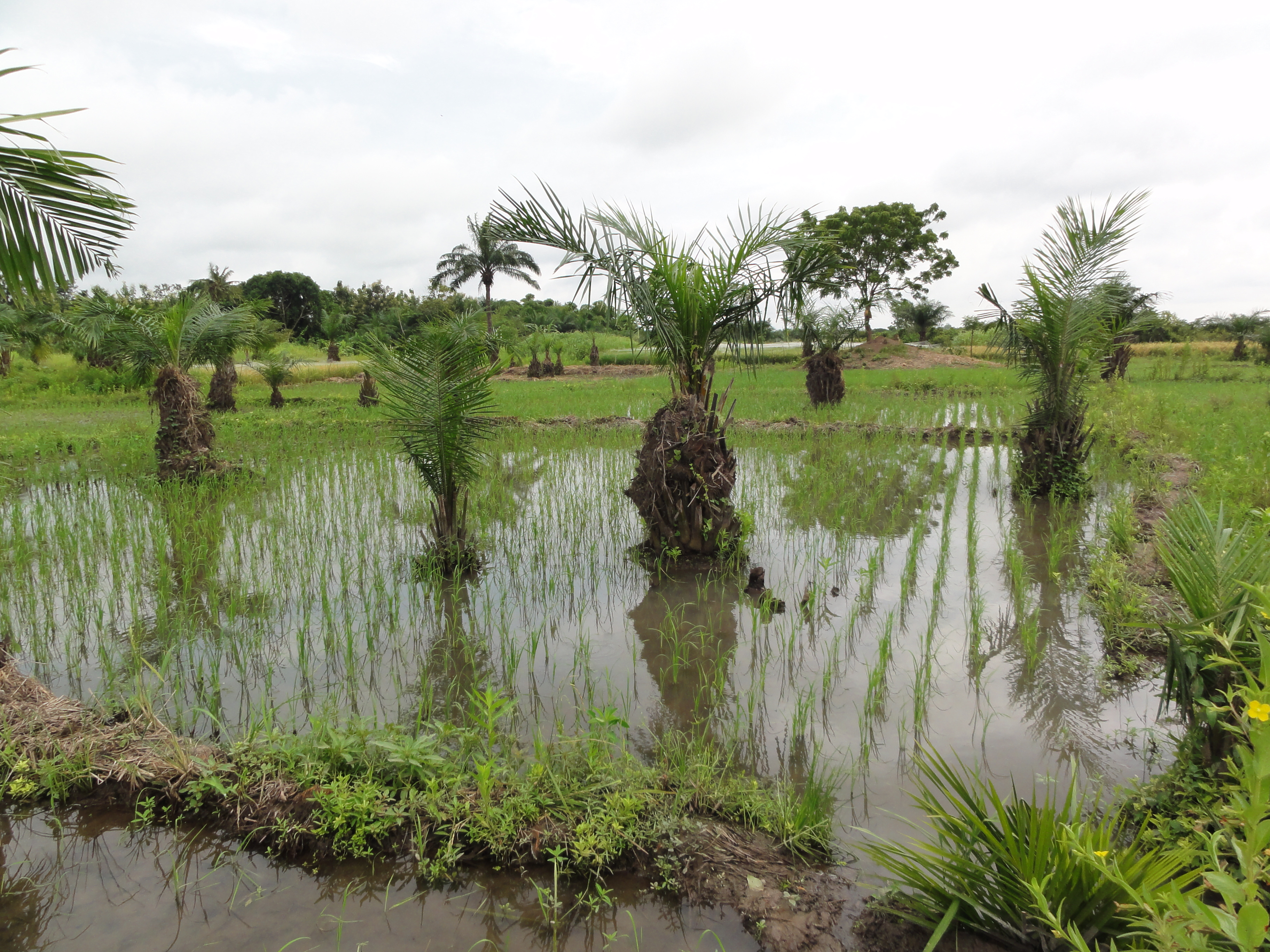
Rijstbouw in de omstreken van Ouinhi

De landbouw is de belangrijkste economische sector, waarin ongeveer 60% van de beroepsbevolking actief is. Belangrijke gewassen zijn rijst en katoen. Daarnaast worden maïs, yams, maniok, zoete aardappelen en pindanoten geteeld. Landbouwers komen regelmatig in conflict met veetelers, die hun kuddes van de ene naar de andere plaats drijven. Er is ook bosbouw en visvangst. Ongeveer 28% van de beroepsbevolking is actief in de handel. Er zijn groeven waar onder andere gips en zand wordt gewonnen. Het toerisme wordt gepromoot, onder andere ecotoerisme in dorpen van Tohouè.